# Tata Herabai
Herabai Tata (Bombay,1879–1941) fue una activista por los derechos de las mujeres y sufragista india . 

## Biografía
Cuando Herabai Tara nació en 1879 Bombay pertenecía al Raj británico. Con dieciséis años, se casó con Ardeshir Bejonji Tata,un empleado de una fábrica textil.Su familia era parsi.  El 2 de marzo de 1898 nació en Maharashtra la hija de la pareja, Mithan. Pronto se mudaron a Phulgaon, cerca de Nagpur,donde Ardeshir trabajó en una fábrica textil como asistente de maestro tejedor.Fue progresista en sus pensamientos sobre la educación de las mujeres y contrató tutores para ayudar a Tata en su deseo de continuar su educación.La familia ocupó un puesto en una fábrica de Ahmedabad y permaneció allí hasta 1913, cuando se trasladaron a Bombay, donde Ardeshir pasó a ser gerente de una gran fábrica textil.
En 1909, Herabai Tata desarrolló un interés por la Teosofía y al cabo de pocos años conoció a Annie Besant. Casi al mismo tiempo, en 1911, conoció a Sophia Duleep Singh, una sufragista británica de ascendencia india, quien influyó en su desarrollo como sufragista. Miembro fundadora y secretaria general de la Asociación de Mujeres Indias, se convirtió en una de las mujeres que solicitaron el derecho al voto antes de la investigación Montagu-Chelmsford en 1917. Cuando las reformas propuestas no incluyeron el sufragio femenino, Tata y otras feministas comenzaron a protestar y a publicar artículos sobre la necesidad del voto. Remitida al Comité de Franquicias de Southborough para desarrollar las regulaciones electorales para implementar las Reformas de Montagu-Chelmsford, escribió un artículo para The Times of India argumentando que como algunas municipalidades ya permitían a las mujeres votar, extender el derecho estaba justificado. Sin embargo, el Comité de Southborough también rechazó la inclusión del derecho al voto para las mujeres y envió sus recomendaciones al Comité Selecto Conjunto de la Cámara de los Lores y los Comunes. 
Tata fue elegido por el Comité por el Sufragio de Bombay para viajar a Inglaterra y presentar el caso a favor del sufragio ante el Comité Conjunto.Para elaborar un informe que fundamentará su reivindicación del sufragio, Tata y su hija Mithan hicieron dos presentaciones ante el gobierno y viajaron por todo el país para intentar conseguir apoyo para su causa. Publicó artículos en varias revistas y dio conferencias, inspirando a individuos y organizaciones a inundar la Oficina de la India con sus recomendaciones. Aunque no pudo influir en la ley de reforma para incluir el sufragio completo para las mujeres, el proyecto de ley final permitió disposiciones para que las provincias de la India otorgaran el derecho al voto a las mujeres si así lo decidían.Una vez en Inglaterra, Tata y su hija se matricularon en cursos en la London School of Economics y permanecieron allí hasta 1924.Continuó trabajando por el derecho al voto y la legislación que protegía a los niños hasta que su marido resultó herido en un accidente y necesitó su atención. Tata murió en 1941 y es recordada como una de las sufragistas más destacadas en las primeras luchas por el voto en la India.

## Activismo

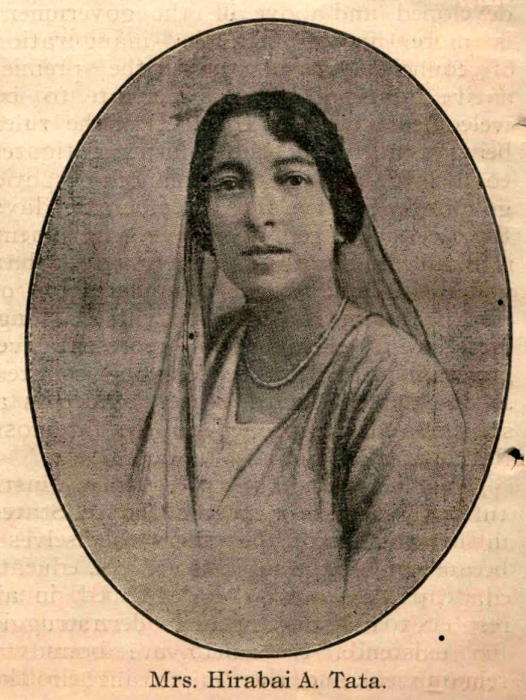

En 1909, Herabai se interesó en la Teosofía y comenzó a asistir a convenciones en Adyar, Madrás y Benarés. En la convención de 1912 en Benarés, conoció a Annie Besant,  quien se había convertido en presidenta de la Sociedad Teosófica de Adyar en 1908.
En 1911, mientras estaba de vacaciones en Cachemira con su hija, Tata conoció a la sufragista Sophia Duleep Singh. Encantado por su entusiasmo por la causa y después de leer la literatura que Singh le envió más tarde, Tata se volvió activa en la lucha por el derecho al voto de las mujeres. 
En 1916, las discusiones sobre el autogobierno indio comenzaron a intensificarse y comenzaron las investigaciones Montagu.  Edwin Montagu, Secretario de Estado para la India, y Lord Chelmsford, Virrey de la India, viajaron al país con el objetivo de solicitar opiniones sobre una devolución política limitada del poder británico. 
En 1917, Margaret Cousins fundó la Asociación de Mujeres Indias en Adyar para crear un vehículo para que las mujeres influyeran en la política gubernamental. Besant y Tata fueron miembros fundadores, junto con otras mujeres. Besant se desempeñó como presidente  y Tata fue nombrado secretario general de la organización.  Cousins consiguió una audiencia con Montagu para presentar las demandas políticas de las mujeres. El 15 de diciembre de 1917,  Sarojini Naidu encabezó una delegación de 14 mujeres líderes de toda la India para presentar el llamado a incluir el sufragio femenino en el nuevo proyecto de ley de sufragio que estaba desarrollando el Gobierno de la India.    Como parte de la delegación, Tata hizo un apasionado llamado para que las mujeres sean incluidas como "personas" y no se les prohíba votar como si fueran extranjeras, niñas o locas. 
A pesar de sus esfuerzos, cuando se introdujeron las Reformas Montagu-Chelmsford en 1918 no se hizo ninguna recomendación para el derecho al voto de las mujeres.Las sufragistas prepararon peticiones y las presentaron a legislaturas y conferencias y publicaron actualizaciones sobre la lucha en Stri Dharma, instando a apoyar el empoderamiento político de las mujeres como parte del movimiento anticolonial contra Gran Bretaña. Como siguiente paso del proceso, se formó el Comité de Franquicia de Southborough para desarrollar las regulaciones electorales para implementar las Reformas de Montagu-Chelmsford.Su informe publicado en abril de 1919 también rechazó la inclusión del sufragio femenino, ya que consideraban que la sociedad conservadora estaría en contra. Tata publicó su justificación para el voto femenino en The Times of India en junio, argumentando que como las mujeres ya podían votar en las elecciones municipales de Bombay, ampliar el voto no era una idea novedosa. En julio, las mujeres de Bombay organizaron una reunión de protesta en la que habló Tata. Cuando Lord Southborough envió su informe al Comité Selecto Conjunto de la Cámara de los Lores y los Comunes, el Comité de Bombay sobre el Sufragio Femenino decidió enviar a Tata y a su hija Mithan a dar testimonio junto con Sir Sankaran Nair.   

### Mudarse a Inglaterra
El Comité por el Sufragio de Bombay financió el viaje con fondos proporcionados por Tata Limited, pero como no se cubrieron todos los gastos, el marido de Tata, Ardeshir, quien la animó a ir, proporcionó los fondos restantes necesarios. Escribió a personas influyentes de una amplia gama de organizaciones para obtener su apoyo a la causa y fue una oradora activa en eventos. Madre e hija recopilaron numerosos informes sobre el derecho al voto de las mujeres para fundamentar su postura a favor de concederles el voto.Besant y Naidu presentaron peticiones de emancipación en agosto.  En septiembre de 1919, Tata presentó el memorándum ¿Por qué las mujeres deberían tener derecho al voto? a la Oficina de la India. Mientras estaban en Inglaterra, las Tatas hablaron en varias reuniones públicas y eventos de sufragistas británicas,  viajando a "Birkenhead, Bolton, Edimburgo, Glasgow, Harrowgate, Liverpool, Manchester y Newcastle" para ganar el apoyo de otras mujeres. Tuvieron mucho éxito en sus reivindicaciones, lo que dio como resultado que la Oficina de la India se viera inundada de resoluciones de apoyo al sufragio femenino en la India. También envió correspondencia regular a Jaiji Petit, presidente del Comité de Bombay para el Sufragio Femenino. Tata y su hija participaron en una segunda presentación ante el Comité Selecto Conjunto el 13 de octubre.  También estuvieron presentes en la lectura final del proyecto de ley en diciembre de 1919, que incluía una cláusula que establecía que las provincias indias podrían conceder el derecho al voto a las mujeres si así lo decidían. 
Inicialmente, Tata y su hija planeaban quedarse hasta fin de año, pero decidieron quedarse en Inglaterra cuando Mithan fue aceptado para realizar estudios de posgrado en la London School of Economics.   Tata también se matriculó en la escuela y aunque no obtuvo un título, tomó cursos entre 1919 y 1922 en administración, economía y ciencias sociales. Durante su estancia en Inglaterra, Tata trabajó activamente para desarrollar el apoyo a la identidad política de las mujeres. Publicó artículos en varias revistas, como The Vote   y United India .  Estas actividades no siempre fueron apreciadas en la India, ya que recibió críticas de Young India, cuando un artículo publicado en 1920 afirmó que no estaba luchando contra el colonialismo británico, sino que buscaba ayuda de sus colonizadores. Ese año, participó en el 8º Congreso de la Alianza Internacional por el Sufragio Femenino (IWSA) celebrado en Ginebra, Suiza.  En 1923, fue delegada al 9º Congreso de la IWSA en Roma. Aunque no fue elegida, Tata fue propuesta como miembro de la junta internacional, lo que representó la primera oportunidad en que una mujer india pudo calificar para puestos administrativos en la organización. 

### Regreso a India
En 1924, Tata y su hija regresaron a la India. organizaron una conferencia pública con varios grupos de mujeres para brindar aportes sobre un proyecto de ley pendiente para los niños. Entre las sugerencias enviadas al gobierno se encontraban disposiciones para permitir a las mujeres participar en la redacción de la ley, mayores penas por "forzar a una niña a la inmoralidad", el reconocimiento de las mujeres como madres en igualdad de condiciones con los hombres y la incorporación de mujeres magistradas en los tribunales de menores. En 1925, cuando se formó el Consejo Nacional de Mujeres de la India (NCWI), Tata se unió junto con su hija Mithan. Una lesión que provocó que Ardeshir perdiera la vista limitó su capacidad de participar tan activamente como lo había hecho antes, ya que se convirtió en su cuidadora. 

## Muerte y legado
Murió en 1941, gran parte de su legado quedó eclipsado por su hija más famosa, pero la escritora y activista Rita Banerji dijo que Tata fue una de las figuras centrales en la lucha por el sufragio en la India. 
Geraldine Forbes, distinguida profesora de historia y directora del departamento de estudios de la mujer en la Universidad Estatal de Nueva York en Oswego,  llamó a Tata el "verdadero soldado" en la campaña por el derecho al voto de las mujeres en la India. 

### Citas
1. 1 2  Mukherjee, 2011, p. 111.
2. 1 2  Asian Voice, 2016.
3. 1 2  Mankekar, 2002, p. 200.
4. 1 2 3 4  Mukherjee, 2018b.
5. ↑  De Souza, 2009.
6. 1 2  The Open University, 2015.
7. ↑  Sweet, 2010.
8. ↑  Anand, 2015, p. 339.
9. 1 2  Forbes, 2004, p. 92.
10. 1 2 3  Odeyar, 1989, p. 179.
11. 1 2 3 4 5  Mukherjee, 2011, p. 112.
12. ↑  Deivanai, 2003, p. 113.
13. ↑  Odeyar, 1989, p. 182.
14. ↑  Forbes, 2004, p. 93.
15. ↑  Tusan, 2003, p. 624.
16. ↑  Odeyar, 1989, p. 184.
17. 1 2  Forbes, 2004, p. 95.
18. ↑  Odeyar, 1989, p. 185.
19. ↑  Mukherjee, 2018a, p. 80.
20. 1 2  Odeyar, 1989, p. 186.
21. 1 2 3  Forbes, 2004, p. 97.
22. ↑  Mukherjee, 2018a, p. 81.
23. ↑  Mukherjee, 2018a, pp. 82–83.
24. ↑  Mukherjee, 2018a, p. 83.
25. 1 2 3  Donnelly, 2018.
26. ↑  Desai y Thakkar, 2001, p. 7.
27. ↑  Tata, 1919, pp. 345–346.
28. ↑  Tata, 1922, p. 130.
29. ↑  Mukherjee, 2018a, p. 84.
30. ↑  International Woman Suffrage Alliance, 1920, p. 15.
31. ↑  Mukherjee, 2018a, p. 181.
32. ↑  The Vote, 1924, p. 279.
33. ↑  Desai y Thakkar, 2001, p. 5.
34. ↑  Kanamadi, C. M.; Patil, B. S. Bhosale; Chougale, N. A.; Patil, R. B.; Sutar, V. U.; Patil, N. V. (2020). «Effect of Sm Doping on Structural and Dielectric Properties of CoFe2O4 Ferrite». Journal of Nano- and Electronic Physics 12 (2): 02026-1-02026-3. ISSN 2077-6772. doi:10.21272/jnep.12(2).02026. Consultado el 12 de marzo de 2025.
35. ↑  Mukherjee, Sumita; Ahmed, Rehana (22 de diciembre de 2011). South Asian Resistances in Britain, 1858 - 1947 (en inglés). A&C Black. ISBN 978-1-4411-5514-6. Consultado el 12 de marzo de 2025.
36. ↑  Anand, Anita (2015). Sophia: Princess, Suffragette, Revolutionary. Bloomsbury Publishing Plc. ISBN 978-1-4088-3546-3.
37. ↑  Campaign, The 50 Million Missing (5 de mayo de 2014). «Herabai Tata: The Power Behind Indian Women’s Voting Rights». THE 50 MILLION MISSING CAMPAIGN BLOG ON INDIA'S FEMALE GENDERCIDE (en inglés). Consultado el 12 de marzo de 2025.
38. ↑  «Imagine a woman». archive.ph. 22 de noviembre de 2019. Consultado el 12 de marzo de 2025.
39. ↑  «Women's day: On the centenary of women’s suffrage, a look at how Indi…». archive.ph. 23 de noviembre de 2019. Consultado el 12 de marzo de 2025.
40. ↑  «Herabai and Mithan Tata at LSE». LSE History. 31 de octubre de 2018. Archivado desde el original el 21 de enero de 2025. Consultado el 12 de marzo de 2025.
41. ↑   https://books.google.com/books?id=LKhKb_6iqoUC&pg=PA111. Falta el |título= (ayuda)